# Galaktična poravnava
Galaktična poravnava se lahko nanaša na več različnih astronomskih in tudi astroloških pojavov.
Največkrat se galaktična poravnava nanaša na poravnavo (konjunkcijo) med navidezno lego decembrskega Sonca v času obrata in ekvatorjem naše Galaksije. Galaktični ekvator je referenčna črta, kjer je galaktična latituda enaka 0°, in, ki ločuje severni in južni del opazovane Galaksije. Poravnava nastopi zaradi precesije enakonočij, precesije Zemljine vrtilne osi. Precesijo povzročajo plimske sile Sonca in Lune ter v manjši meri drugih planetov. Zaradi nje se spreminjajo navidezne lege Sonca v enakonočjih in obratih, približno 1 stopinjo na vsakih 71,5 let. Ker je navidezna velikost Sonca z Zemlje enaka približno 1°, bo lega Sonca okrog galaktičnega ekvatorja v času zimskega obrata navidezno precesirala 36 let. Sonce je v zimskem obratu navidezno prečkalo galaktični ekvator maja 1998, naslednjič pa čez eno platonsko leto (približno 25.765 let).. S tem v zvezi sovpada konec cikla mezoameriškega koledarja dolgega štetja, ki naj bi padel v čas zimskega obrata, 21. decembra 2012. Po nekaterih virih naj bi o tej poravnavi navidezne lege Sonca in galaktičnega ekvatorja vedeli Maji.